# Iż-Żejtun
Iż-Żejtun, connue aussi comme Żejtun est une ville de Malte située sur Malte. Elle porte aussi le nom de Città Belland.

## Paroisse

### Église

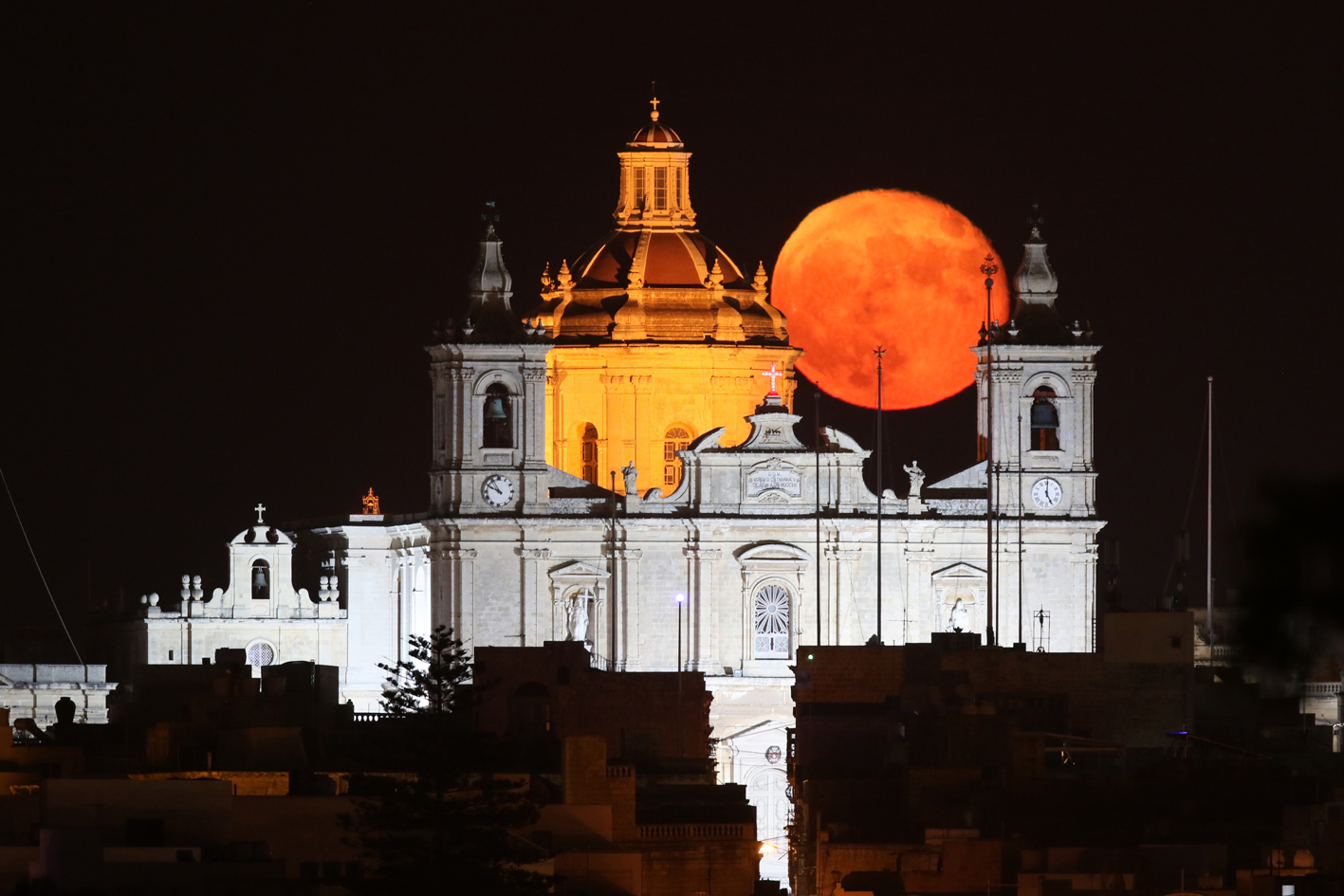
L'église de Iż-Żejtun avec une lune rouge. Juillet 2020.

- Église Sainte-Catherine construite au XVIIe siècle.

## Géographie
| Tarxien Santa Luċija | Żabbar |            |
| Għaxaq               | Żejtun | Marsaskala |
|                      |        | Marsaxlokk |

## Patrimoine et culture

### Personnes notables
- Joseph Mercieca (1928-2016), ancien évêque maltais, décédé à Żejtun.
- Joe Grima (1936-2017), ancien homme politique et journaliste maltais, né à Żejtun.
- George Vella (1942-), ancien président maltais, né à Żejtun.
- Mario Galea, né le 8 juin 1962 à Żejtun, a été secrétaire d'État aux Personnes âgées et aux Soins hospitaliers de Malte dans le gouvernement Gonzi.

## Jumelages
- Celano (Italie)
- Tocina (Espagne)